# Jean-Louis Quermonne
Jean-Louis Quermonne, né le 3 novembre 1927 à Caen et mort le 16 janvier 2021 à Échirolles, est un professeur de science politique français.

## Biographie

### Jeunesse et études
Jean-Louis Quermonne naît le 3 novembre 1927. Son père est médecin otorhinolaryngologiste. 
Il suit des études de droit et obtient une licence de droit à l'université de Caen. Il est ensuite admis à l'Institut d'études politiques de Paris, dont il est lauréat. Il obtient un doctorat en droit. Il est reçu à l'agrégation de droit public en 1952.

### Parcours professionnel
Il est directeur de l'Institut d'études politiques de Grenoble de 1958 à 1969. Il est ensuite le premier président de l'université Grenoble II (à l'époque université des sciences sociales) de 1970 à 1975. En 1972, il crée la maison d'édition Presses universitaires de Grenoble.
Il enseigne, comme professeur invité, aux universités de Tunis, de Rabat, de New York, de Laval (Canada), de Genève, de Lausanne, ainsi qu'au Collège d'Europe (Bruges, Bruxelles, depuis 1994).
En 1977, Quermonne est recruté à l'IEP de Paris. Il y enseigne jusqu'en 1989. Impliqué dans la vie de l'établissement, il devient vice-président de la Fondation nationale des sciences politiques. Il quitte toutefois l'Institut en 1989 pour retrouver l'IEP de Grenoble en 1989 et y finir sa carrière en 1996.
En 1996, Richard Descoings lui demande de prendre la direction du Centre d'études européennes de Sciences Po Paris pour une période transitoire et de mettre en œuvre un cycle supérieur d’études européennes.

### Autres fonctions
Jean-Louis Quermonne s'implique dans la vie des établissements universitaires où il enseigne. Le 26 mai 1971, il devient le premier 1er vice-président de la Conférence des présidents d'université.
Il est un des membres fondateurs du laboratoire d'idées Notre Europe créé par Jacques Delors en 1996, et est membre de son conseil d'administration en 2006.
De 1975 à 1976, il est directeur des enseignements supérieurs et de la recherche, au ministère chargé des Universités. 
Il est membre du Conseil supérieur de la recherche et de la technologie (1981-1985), membre du Comité national d'évaluation des universités (1985-1989), président de l'Association française de science politique (1995-2000).
Il est président d'honneur de l'Association française des constitutionnalistes.

## Publications
- L'Union européenne dans le temps long, octobre 2008,  (ISBN 978-2-7246-1076-5)
- Le système politique de l'Union européenne, février 2005,  (ISBN 2-7076-1414-9)
- Les régimes politiques occidentaux, janvier 2006,  (ISBN 2-02-085775-8)
- L'appareil administratif de l'État, février 1991
- L'alternance au pouvoir, Paris, Presses universitaires de France, 1996.  (ISBN 9961-64-148-5)
- La Ve République (avec Dominique Chagnollaud), 2. vol. Flammarion, 2000.